# Forêt nationale de Silvânia
 (avril 2020).
La forêt nationale de Silvânia (portugais : Floresta Nacional de Silvânia) est une forêt nationale brésilienne. Elle se situe dans la région Centre-Ouest, dans l'État du Goiás.
Le parc a été créé en 2001 et couvre une superficie de 486,37 hectares.
Il s'étend sur le territoire de la municipalité de Silvânia.